# Siniša Malešević

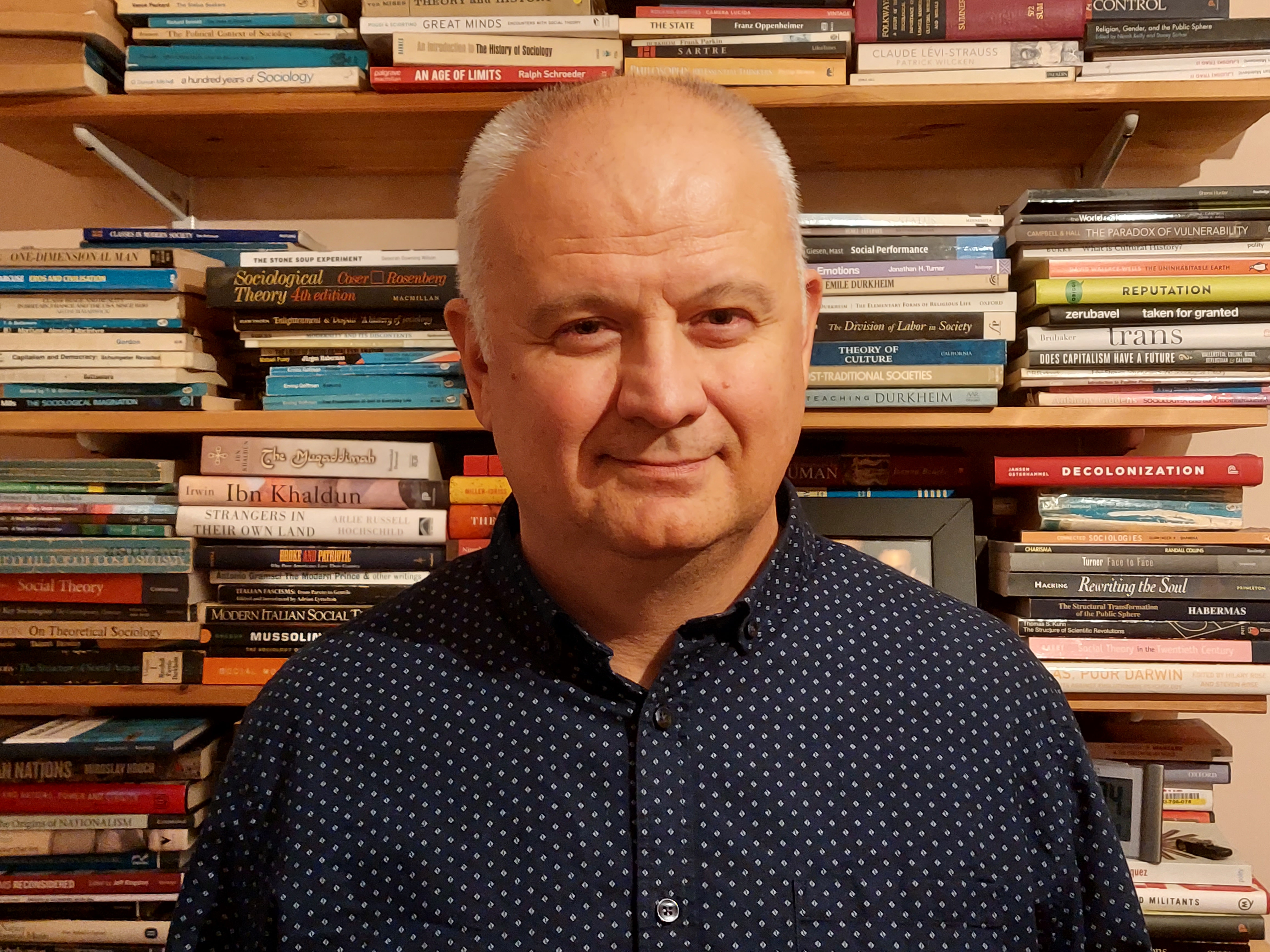

Siniša Malešević, MRIA, MAE (5 april 1969, Banja Luka, Bosnië en Herzegovina) is een Ierse wetenschapper die hoogleraar is met een leerstoel sociologie aan het University College, Dublin, Ierland. Daarnaast is Malešević Senior Fellow en Associate Researcher aan het Conservatoire national des arts et métiers in Parijs

## Biografie
Malešević behaalde zijn bachelordiploma aan de Universiteit van Zagreb in 1993. Een masterdiploma volgde in 1995/1996 aan de Universiteit van Lancaster.
In maart 2010 werd hij gekozen tot lid van de Royal Irish Academy, in december 2012 werd hij gekozen tot geassocieerd lid van de Academie voor Wetenschappen en Kunsten van Bosnië en Herzegovina en in augustus 2014 werd hij gekozen tot lid van Academia Europaea..

## Werk
Maleševićs onderzoeksinteresses omvatten vergelijkend-historische en theoretische studie van etniciteit, natiestaten, nationalisme, rijken, ideologie, oorlog, geweld en sociologische theorie .
Malešević is auteur van negen en redacteur van acht boeken en delen, waaronder invloedrijke monografieën Ideology, Legitimacy and the New State (2002), The Sociology of Ethnicity (2004), Identity as Ideology (2006) The Sociology of War and Violence (2010), Nation-States and Nationalisms (2013), The Rise of Organized Brutality (2017) en Grounded Nationalisms (2019). De monografie The Rise of Organized Brutality werd in 2018 bekroond met een prijs van de Peace, War and Social Conflict Section van de American Sociological Association en Grounded Nationalisms werd in 2020 genomineerd voor de Stein Rokkan-prijs voor vergelijkend sociaalwetenschappelijk onderzoek. Malesevic schreef daarna meer dan 100 peer-reviewed tijdschriftartikelen en hoofdstukken in boeken, en gaf wereldwijd meer dan 120 lezingen.
Zijn werk is vertaald in onder meer het Albanees, Arabisch, Chinees, Kroatisch, Frans, Indonesisch, Japans, Perzisch, Portugees, Servisch, Spaans, Turks en Russisch. Eerder bekleedde hij onderzoeks- en onderwijsaanstellingen bij het Institute for International Relations (Zagreb), het Centre for the Study of Nationalism, CEU (Praag) - waar hij samenwerkte met wijlen Ernest Gellner - en bij de National University of Ireland, Galway .
Hij bekleedde verder nog gasthoogleraarschappen en fellowships aan de Université Libre de Bruxelles (Eric Remacle Chair in Conflict and Peace Studies), het Institut für die Wissenschaften vom Menschen (Oostenrijk), de London School of Economics (Verenigd Koninkrijk), Universiteit van Uppsala (Zweden) en het Netherlands Institute for Advanced Study (Nederland).

## Publicaties (selectie)
- (2002). Ideologie na poststructuralisme. London: Pluto (in samenwerking met I. Mackenzie).
- (2002). Sense of Collectivity: etniciteit, nationalisme en globalisering. London: Pluto (in samenwerking met M. Haugaard).
- (2002). Ideologie, legitimiteit en de nieuwe staat: Joegoslavië, Servië en Kroatië. London: Routledge (herdrukt in paperbackeditie van 2008 en 2016; Servische vertaling 2004).
- (2004). De sociologie van etniciteit. London: Sage (Servische vertaling 2009; Perzische vertaling 2011 en 2012; Turkse vertaling 2019; Indonesische vertaling in voorbereiding).
- (2006). Identiteit als ideologie: etniciteit en nationalisme begrijpen. New York: Palgrave Macmillan (Perzische vertaling 2017).
- (2007). Ernest Gellner en Contemporary Social Thought. Cambridge: Cambridge University Press (in samenwerking met M. Haugaard).
- (2010). De sociologie van oorlog en geweld. Cambridge: Cambridge University Press (herdrukt in 2012; Kroatische vertaling 2011; Turkse vertaling 2018; Chinese vertaling verschijnt in 2021; Perzische vertaling verschijnt in 2021; Arabische vertaling verschijnt in 2021; Duitse en Poolse vertalingen in voorbereiding).
- (2011). Sociologische theorie en oorlogsvoering. Stockholm: Forsvarshogskolan (Spaanse vertaling met Prohistoria, Argentinië 2015).
- (2013). Nationalisme en oorlog. Cambridge: Cambridge University Press (in samenwerking met JA Hall).
- (2013). Nation-States and Nationalisms: Organization, Ideology and Solidarity. Cambridge: Polity (Kroatische vertaling 2017, Perzische vertaling verschijnt in 2021).
- (2015). Ernest Gellner en historische sociologie, gastredacteur van Thesis Eleven speciale uitgave. London: Sage.
- (2017). Empires and Nation-States: Beyond the Dichotomy, gastredacteur van Thesis Eleven speciale uitgave. London: Sage.
- (2017). The Rise of Organized Brutality: A Historical Sociology of Violence. Cambridge: Cambridge University Press (Spaanse vertaling gepubliceerd bij PUV, Valencia in 2020; Arabische vertaling verschijnt in 2022).
- (2019). The Sociology of Randall Collins, Guest Co-Editor met S. Loyal van Thesis Eleven speciale uitgave. London: Sage.
- (2019). Grounded Nationalisms: A Sociological Analysis. Cambridge: Cambridge University Press (Kroatische vertaling verschijnt in 2021).
- (2021). Klassieke sociologische theorie. London: Sage (met S. Loyal).
- (2021). Hedendaagse sociologische theorie. London: Sage (with S. Loyal) (Perzische vertaling in voorbereiding).